# Kystekspressen
Kystekspressen ANS är ett samarbete mellan Fosen Trafikklag och Møre og Romsdal Fylkesbåtar. Rederiet blev upprättat år 1994 för att trafikera sträckan Trondheim-Kristiansund. Idag finns det även linjetrafik mellan Trondheim-Sula och Sistranda-Halten.

## Båtarna
Linjerna trafikeras av båtarna:
- Trondheim-Kristiansund:
  - MS Ladejarl
  - MS Mørejarl
- Trondheim-Sula
- MS Agdenes